# 大橋健二
大橋 健二（おおはし けんじ、1952年 - ）は、日本の陽明学研究者。
福島県福島市生まれ。早稲田大学政治経済学部卒業。伊勢新聞、奈良新聞、奈良日日新聞で報道部デスク、編集委員、特報部長、論説委員、取締役主筆、奈良中央新聞販売本社代表取締役。名古屋商科大学非常勤講師など。退職後農業に従事しながら陽明学を研究。日本東アジア実学研究会会員、副会長。

## 著書
- 『日本陽明学　奇蹟の系譜』叢文社、1995、改訂版2006
- 『救国「武士道」案内』小学館文庫、1998
- 『良心と至誠の精神史 日本陽明学の近現代』勉誠出版、1999
- 『中江藤樹・異形の聖人 ある陽明学者の苦悩と回生』現代書館、2000
- 『反近代の精神 熊沢蕃山』勉誠出版 遊学叢書、2002
- 『偉人の効用 魔鏡のなかの近代』勉誠出版、2004
- 『神話の壊滅 大塩平八郎と天道思想』勉誠出版、2005
- 『偉人は未来を語る 近代批判としての偉人論』勉誠出版、2006
- 『気の文明と気の哲学 蒼龍窟河井継之助の世界』勉誠出版、2009
- 『新生の気学 団藤重光「主体性理論」の探求』勉誠出版、2012
- 『「老年哲学」のすすめ　生き直し・学び直しのための哲学入門』花伝社、2019

## 参考
- 「新生の気学」ISBN 978-4-585-21011-5
- 『現代日本人名録』2002年